# یواس‌اس ال‌سی‌آی (ال)-۲۲۲
یواس‌اس ال‌سی‌آی(ال)-۲۲۲ (به انگلیسی: USS LCI(L)-222) یک کشتی بود که طول آن ۱۵۸ فوت ۵٫۵ اینچ (۴۸٫۲۹۸ متر) بود. این کشتی در سال ۱۹۴۲ ساخته شد.